# Mefendioksan
Mefendioksan je antagonist alfa adrenergičkog receptora.